# Liste der Baudenkmäler in Egenhofen

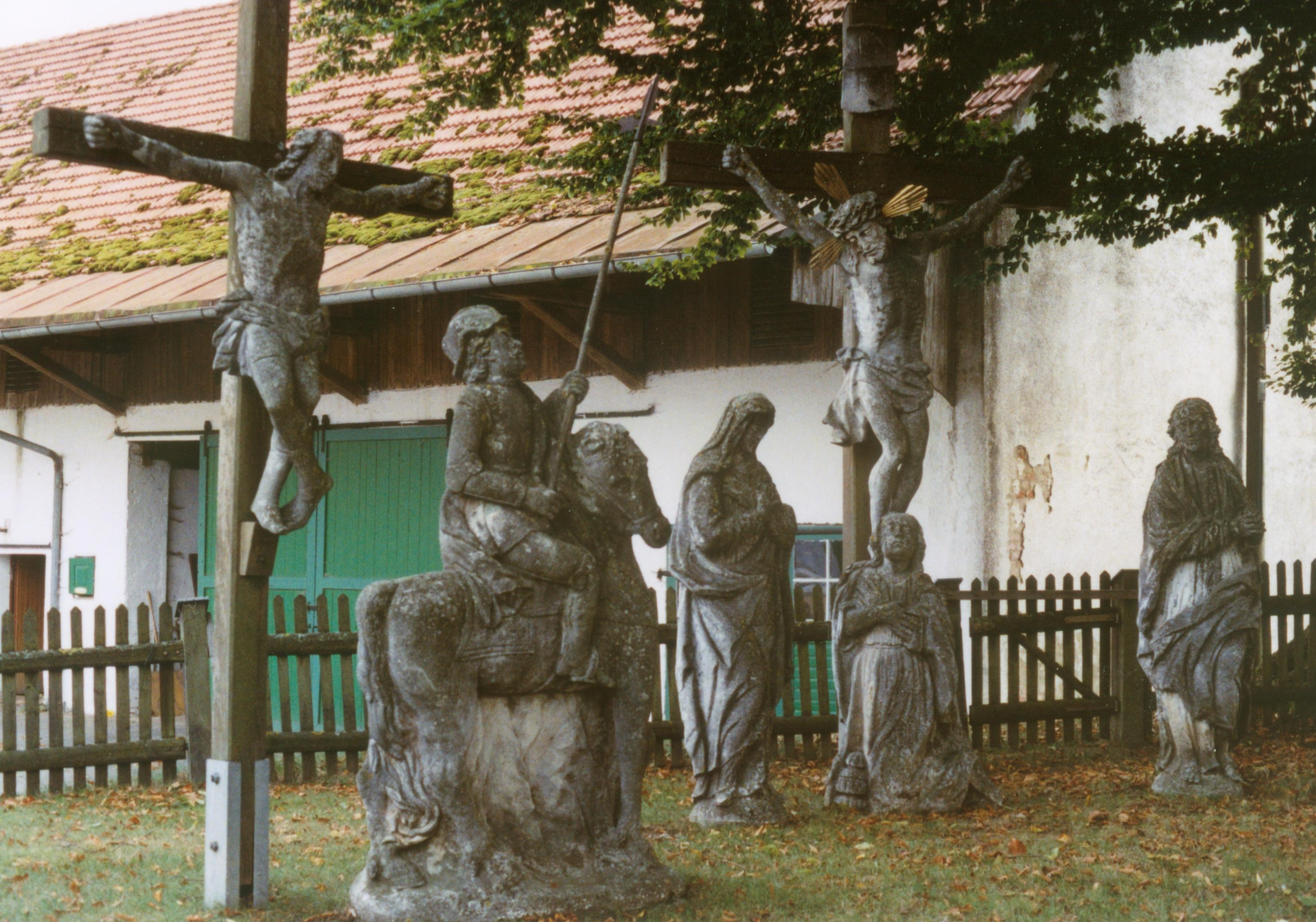
Kalvarienberg in Wenigmünchen

Auf dieser Seite sind die Baudenkmäler in der oberbayerischen Gemeinde Egenhofen zusammengestellt. Diese Tabelle ist eine Teilliste der Liste der Baudenkmäler in Bayern. Grundlage ist die Bayerische Denkmalliste, die auf Basis des Bayerischen Denkmalschutzgesetzes vom 1. Oktober 1973 erstmals erstellt wurde und seither durch das Bayerische Landesamt für Denkmalpflege geführt wird. Die folgenden Angaben ersetzen nicht die rechtsverbindliche Auskunft der Denkmalschutzbehörde.

## Baudenkmäler nach Ortsteilen

### Egenhofen
| Lage                                      | Objekt                               | Beschreibung | Akten-Nr.              | Bild                     |
| ----------------------------------------- | ------------------------------------ | --- | ---------------------- | ------------------------ |
| Brucker Straße (Standort)                 | Ortsschild aus Gusseisen             | um 1860/70 | D-1-79-117-22 Wikidata | Ortsschild aus Gusseisen |
| Brucker Straße 1 a (Standort)             | Katholische Pfarrkirche St. Leodegar | Spätgotischer Saalbau mit leicht eingezogenem Polygonalchor, angefügter Sakristei und nördlichem Flankenturm mit Spindelhelm, um 1410, 1704/07 ausgebaut, 1921 verlängert; mit Ausstattung; Auf dem Friedhof: Kruzifix, großes gusseisernes Missionskreuz, 2. Hälfte 19. Jahrhundert; Grabstätte des Freiherrlichen Jägers Stumvoll, neubarocke Sandsteinstele mit kleinem Tafelbild, 1922; Schamberger, gefasster Grabstein im Jugendstil, um 1925; Kapelle mit Lourdesgrotte, Mitte 19. Jahrhundert; Leichenhaus, verputzter Walmdachbau, um 1900 | D-1-79-117-1           | weitere Bilder           |
| Bürgermeister-Schräfl-Straße 2 (Standort) | Ehemaliges Schulhaus                 | zweigeschossiger neoklassizistischer Walmdachbau mit Zwerchgiebel, bezeichnet 1904 | D-1-79-117-18 Wikidata | Ehemaliges Schulhaus     |
| Hoffeld (Standort)                        | Wegkreuz                             | gusseiserner Corpus und Marienfigur auf hölzernem Kreuz, unter hoher Linde, 2. Hälfte 19. Jahrhundert | D-1-79-117-19 Wikidata | weitere Bilder           |

### Aufkirchen
| Lage                        | Objekt                            | Beschreibung | Akten-Nr.              | Bild                    |
| --------------------------- | --------------------------------- | --- | ---------------------- | ----------------------- |
| Am Baderberg 5 (Standort)   | Ehemalige Pfarrökonomie           | zweigeschossige Dreiflügelanlage mit Walmdächern, Dachstuhl bezeichnet 1879 | D-1-79-117-23 Wikidata | Ehemalige Pfarrökonomie |
| Maisacher Straße (Standort) | Katholische Pfarrkirche St. Georg | spätgotischer Saalbau mit eingezogenem Polygonalchor, angefügter Sakristei und nördlichem Flankenturm mit Zwiebelhelm, Anfang 18. Jahrhundert, barockisiert, 1934 erweitert; mit Ausstattung | D-1-79-117-2           | weitere Bilder          |
| Pfarrstraße 6 (Standort)    | Katholisches Pfarrhaus            | zweigeschossiger siebenachsiger Putzbau mit Satteldach, um 1732/34, im Kern älter, später mehrfach verändert; mit Ausstattung                                                                | D-1-79-117-32 Wikidata | Katholisches Pfarrhaus  |

### Dürabuch
| Lage                      | Objekt                | Beschreibung                                                                                     | Akten-Nr.              | Bild           |
| ------------------------- | --------------------- | ------------------------------------------------------------------------------------------------ | ---------------------- | -------------- |
| Dürabuch 9 1/2 (Standort) | Ehemaliges Bauernhaus | erdgeschossiger Putzbau mit Kniestock, Zwerchhaus und Krüppelwalmdächern, im Heimatstil, um 1910 | D-1-79-117-24 Wikidata | weitere Bilder |

### Englertshofen
| Lage                       | Objekt                              | Beschreibung | Akten-Nr.              | Bild           |
| -------------------------- | ----------------------------------- | --- | ---------------------- | -------------- |
| Englertshofen 3 (Standort) | Wohnhaus                            | zweigeschossiger freistehender Satteldachbau mit Putzgliederung, neugotische Haustür bezeichnet 1868                                                          | D-1-79-117-25 Wikidata | weitere Bilder |
| Englertshofen 7 (Standort) | Katholische Filialkirche St. Ulrich | barocker Saalbau mit leicht eingezogenem Polygonalchor, Lisenengliederung und südlichem Flankenturm mit Zwiebelhaube, Anfang 18. Jahrhundert; mit Ausstattung | D-1-79-117-3 Wikidata  | weitere Bilder |

### Eurastetten
| Lage                     | Objekt                             | Beschreibung | Akten-Nr.              | Bild           |
| ------------------------ | ---------------------------------- | --- | ---------------------- | -------------- |
| Eurastetten 2 (Standort) | Parallelhof: ehemaliges Bauernhaus | zweigeschossiger Satteldachbau, 3. Drittel 19. Jahrhundert; Ehemaliger Rossstall mit böhmischem Kappengewölbe über gusseisernen Säulen, gleichzeitig | D-1-79-117-26 Wikidata | weitere Bilder |

### Furthmühle
| Lage                   | Objekt                                 | Beschreibung | Akten-Nr.             | Bild           |
| ---------------------- | -------------------------------------- | --- | --------------------- | -------------- |
| Furtmühle 1 (Standort) | Wassermühle, sogenannte Wagenfurtmühle | Getreidemühle, zweigeschossiger klassizistischer Walmdachbau zu sieben Achsen, 1806; mit Ausstattung; Sägmühle, erdgeschossiger Putzbau mit Halbwalmdach, Ende 18./Anfang 19. Jahrhundert; Ortsschild, gusseisern, 1860/70 | D-1-79-117-4 Wikidata | weitere Bilder |

### Herrnzell
| Lage                    | Objekt                               | Beschreibung | Akten-Nr.             | Bild           |
| ----------------------- | ------------------------------------ | --- | --------------------- | -------------- |
| In Herrnzell (Standort) | Katholische Filialkirche St. Clemens | kleiner spätgotischer Saalbau mit dreiseitigem Chorschluss, daran angefügter Sakristei und nördlichem Flankenturm mit Zwiebelhaube, barockisiert um 1720/30; mit Ausstattung | D-1-79-117-5 Wikidata | weitere Bilder |

### Oberweikertshofen
| Lage                      | Objekt                                     | Beschreibung | Akten-Nr.    | Bild           |
| ------------------------- | ------------------------------------------ | --- | ------------ | -------------- |
| Gartenstraße 3 (Standort) | Katholische Pfarrkirche St. Johann Baptist | spätgotischer Saalbau mit polygonalem Chorschluss, angefügter Sakristei und Nordturm, 2. Hälfte 15. Jahrhundert, 1. Viertel 18. Jahrhundert barockisiert und 1918/19 verlängert; mit Ausstattung | D-1-79-117-6 | weitere Bilder |

### Osterholzen
| Lage                     | Objekt           | Beschreibung | Akten-Nr.             | Bild           |
| ------------------------ | ---------------- | --- | --------------------- | -------------- |
| Osterholzen 2 (Standort) | Kapelle St. Anna | kleiner lisenengegliederter Barockbau mit rundem Chorschluss, Dachreiter mit Zwiebelhaube und breitem Vorzeichen, 18. Jahrhundert; mit Ausstattung | D-1-79-117-7 Wikidata | weitere Bilder |

### Poigern
| Lage                  | Objekt                                | Beschreibung                                                                                               | Akten-Nr.             | Bild           |
| --------------------- | ------------------------------------- | --- | --------------------- | -------------- |
| Poigern 14 (Standort) | Katholische Filialkirche St. Nikolaus | kleine spätgotische Chorturmanlage mit angefügter Sakristei, barockisiert 18. Jahrhundert; mit Ausstattung | D-1-79-117-8 Wikidata | weitere Bilder |

### Rammertshofen
| Lage                       | Objekt                                | Beschreibung | Akten-Nr.             | Bild           |
| -------------------------- | ------------------------------------- | --- | --------------------- | -------------- |
| Rammertshofen 2 (Standort) | Katholische Filialkirche Heilig Kreuz | spätgotischer Saalbau mit stark eingezogenem Polygonalchor und Nordturm, 15. Jahrhundert, barockisiert 1715/29; mit Ausstattung | D-1-79-117-9 Wikidata | weitere Bilder |

### Unterschweinbach
| Lage                      | Objekt                                     | Beschreibung | Akten-Nr.              | Bild           |
| ------------------------- | ------------------------------------------ | --- | ---------------------- | -------------- |
| Alpenstraße (Standort)    | Sühnekreuz                                 | wohl spätmittelalterlich | D-1-79-117-12 Wikidata | weitere Bilder |
| Hauptstraße (Standort)    | Katholische Filialkirche Mariä Himmelfahrt | romanische Chorturmanlage, wohl 13. Jahrhundert, im 15. Jahrhundert, nach 1704 und im 3. Viertel des 18. Jahrhunderts ausgebaut und verändert, 1977/79 Langhaus erweitert; mit Ausstattung | D-1-79-117-10 Wikidata | weitere Bilder |
| Hauptstraße 32 (Standort) | Sühnekreuz                                 | wohl spätmittelalterlich | D-1-79-117-11 Wikidata | weitere Bilder |
| Ziender (Standort)        | Wegkreuz                                   | 2. Hälfte 19. Jahrhundert | D-1-79-117-27 Wikidata | weitere Bilder |

### Waltenhofen
| Lage                     | Objekt                                          | Beschreibung | Akten-Nr.              | Bild           |
| ------------------------ | ----------------------------------------------- | --- | ---------------------- | -------------- |
| Dorfstraße 13 (Standort) | Katholische Filialkirche Heilige Dreifaltigkeit | kleiner Saalbau mit eingezogenem Polygonalchor, angefügter Sakristei und massivem Dachreiter, 1612, um 1700 barockisiert; mit Ausstattung | D-1-79-117-13 Wikidata | weitere Bilder |

### Wenigmünchen
| Lage                            | Objekt                              | Beschreibung | Akten-Nr.               | Bild                 |
| ------------------------------- | ----------------------------------- | --- | ----------------------- | -------------------- |
| Hohenwarter Straße 9 (Standort) | Ehemaliges Pfarrhaus                | erdgeschossiger Putzbau auf Hochkeller mit Mansarddach, 1796 nach Brand wieder aufgebaut | D-1-79-117-29 Wikidata  | Ehemaliges Pfarrhaus |
| Kalvarienbergstraße (Standort)  | Kalvarienberggruppe                 | Kalvarienberg, an Stelle einer ehemaligen Burg 1740 errichtet: Sandsteingruppe der drei Kreuze, Mariens und Johannes, der knienden Magdalena und des Hauptmanns Longinus zu Pferd; 13 Stationshäuschen;        | D-1-79-117-14           | weitere Bilder       |
| Kalvarienbergstraße (Standort)  | Kalvarienberggruppe                 | Barocke Kapelle; mit Ausstattung | D-1-79-117-14 zugehörig | weitere Bilder       |
| Rohrbachstraße 10 (Standort)    | Weg- oder Hofkreuz                  | reich gestaltet in Gusseisen, bezeichnet 1909. | D-1-79-117-30 Wikidata  | weitere Bilder       |
| St.-Michael-Straße 5 (Standort) | Katholische Pfarrkirche St. Michael | spätgotischer Saalbau mit eingezogenem Polygonalchor und nördlichem Flankenturm, 1613, 1668 und 1730 barock überformt, Langhaus 1932/33 durch den Architekten Joseph Elsner junior verlängert; mit Ausstattung | D-1-79-117-15           | weitere Bilder       |

### Weyhern
| Lage                                                                   | Objekt                       | Beschreibung | Akten-Nr.              | Bild                         |
| ---------------------------------------------------------------------- | ---------------------------- | --- | ---------------------- | ---------------------------- |
| Weyhern 1, 2, 2 a, 3, 4, 5, 7, 8, 9, 10, 11, 12, 13, 14, 15 (Standort) | Schloss Weyhern              | Barocke Anlage: Schlossgebäude, dreigeschossige Vierflügelanlage um kleinen Lichthof mit Schlosskapelle, Putzgliederung und Ziergiebel, 1720/26 über älterem Kern erbaut, klassizistische Umgestaltung der Anlage 1827, 1834 und 1840 durch Jean Baptiste Métivier für Ludwig Karl Freiherr von Lotzbeck, Umbauten im Innern u. a. zur Errichtung einer Bildergalerie 1848 durch Friedrich Bürklein mit Dekorationsmalereien von Josef Anton Schwarzmann; mit Resten historischer Ausstattung; Ehemalige Schlossökonomie, großer Wirtschaftshof mit langgestreckten Wirtschaftsgebäuden und Brauerei: Nördliches Wirtschafts- und Wohngebäude, zweigeschossiger Satteldachbau, 18./19. Jahrhundert; Südlicher Stallstadel, erdgeschossiger Satteldachbau, 18./19. Jahrhundert; Ehemalige Brauerei, zweigeschossiger Putzbau mit Satteldach und Gauben, 18./19. Jahrhundert; Ehemalige Poststation mit Gärtnerwohnung, erdgeschossiger Putzbau mit befenstertem Kniestock und Walmdach, von Jean Baptiste Métivier, wohl 1834; Rest der ehemaligen Einfriedungsmauer; Schlosspark im englischen Stil mit Denkmal für Karl Ludwig von Lotzbeck (1839), Mitte 19. Jahrhundert; Ehemalige Wagenhalle, langgestreckter erdgeschossiger Bau von Jean Baptiste Métivier, um 1835; Ehemaliges Verwalterhaus mit Stall, sogenanntes Eselshaus, erdgeschossiges Wohnstallhaus mit Satteldach, von Jean Baptiste Métivier, um 1835; Ehemaliges Kornhaus, gegliederter Ziegelsteinbau, Franz Jakob Kreuter zugeschrieben, um 1840; Ehemaliger Sommerkeller, stattliche Anlage von 1848 nach Planung Métivier, ruinös; Feldkapelle, neugotischer Bau mit offener Vorhalle und Dachreiter, von Jean Baptiste Métivier, 1837; mit Ausstattung | D-1-79-117-16 Wikidata | weitere Bilder               |
| Weyhern 6 (Standort)                                                   | Gasthaus (Schlosswirtschaft) | zweigeschossiger barocker Walmdachbau, bezeichnet 1793; mit Ausstattung. | D-1-79-117-17 Wikidata | Gasthaus (Schlosswirtschaft) |

## Abgegangene Baudenkmäler
In diesem Abschnitt sind Objekte aufgeführt, die früher einmal in der Denkmalliste eingetragen waren, jetzt aber nicht mehr existieren, z. B. weil sie abgebrochen wurden. Aktennummern in diesem Abschnitt sind ehemalige, jetzt nicht mehr gültige Aktennummern.

| Lage                                   | Objekt               | Beschreibung | Akten-Nr.              | Bild |
| -------------------------------------- | -------------------- | --- | ---------------------- | ---- |
| Egenhofen Dachauer Straße 6 (Standort) | Bauernhaus           | Symmetrischer Kopfbau eines Bauernhauses; Haustür; um 1900. | D-1-79-117- Wikidata   | BW   |
| Unterschweinbach Flurstraße (Standort) | Ehemaliger Bauernhof | zweigeschossiger barockisierender Mitterstallbau mit geohrten Fensterfaschen, erbaut 1926 über älterem Kern; seit längerer Zeit nicht mehr existent, Gebäude wurde abgerissen, zwei neue Häuser gebaut | D-1-79-117-28 Wikidata | BW   |